# Aplonis insularis
El estornino de la Rennell (Aplonis insularis) es una especie de ave paseriforme de la familia Sturnidae endémica de la isla de Rennell, en las Islas Salomón.

## Descripción
El estornino de la Rennell mide alrededor de 19 cm de largo. Tiene la cola corta y el pico robusto y curvado hacia abajo como el de un cuervo. El plumaje de los adultos es negro, con irisaciones verdes y azules sobre todo en las partes superiores. Sus ojos son de color anaranjado amarillento. En cambio los juveniles son de tonos pardo grisáceos oscuros y tienen los ojos castaños claros.

## Distribución y hábitat
Es un ave abundante de los bosques húmedos tropicales de la isla Rennell, donde ocupa las copas de los árboles, aunque también se alimenta en los crecimientos secundarios y las zonas de matorral.